# Furcopenis darioi
Furcopenis darioi is een slakkensoort uit de familie van de Agriolimacidae. De wetenschappelijke naam van de soort is voor het eerst geldig gepubliceerd in 1983 door Castillejo & Wiktor.